# Sevilla FC
Sevilla Fútbol Club je španski nogometni klub iz Seville. Ustanovljen je bil 25. januarja 1890 in je s tem eden najstarejših nogometnih klubov v Španiji. Trenutno igra v 1. španski ligi.
Domači uspehi Seville so osvojitev španske lige v sezoni 1945/46, petkratna osvojitev španskega pokala (1935, 1939, 1948, 2007 in 2010) in osvojitev španskega superpokala (2007). V evropskih tekmovanjih je bila Sevilla petkratni prvak Evropske lige (2006, 2007, 2014, 2015, 2016) in enkratni prvak evropskega superpokala (2006). V slednjem je bila Sevilla tudi štirikratni podprvak. Po mnenju Mednarodne federacije za nogometno zgodovino in statistiko (IFFHS) pa je bila Sevilla razglašena za najboljši svetovni klub v letih 2006 in 2007. S slednjim pa je bila Sevilla tudi prvi klub, ki je ta naziv dobila v dveh zaporednih letih.
Domači stadion Seville je Ramón Sánchez Pizjuán, ki sprejme 42.500 gledalcev. Barvi dresov sta bela in rdeča. Nadimka nogometašev pa sta Sevillistas in  
Los Rojiblancos (rdeče-beli).

## Rivalstvo
Rivalski klub Seville je Real Betis. Derbi med njima se imenuje Seviljski derbi ("Derbi sevillano")